# Герой Отечественной войны
Герой Отечественной войны (азерб. Vətən Müharibəsi Qəhrəmanı) — звание Азербайджанской Республики, высшая степень отличия Азербайджанской Республики. Учреждено Законом Азербайджанской Республики «Об утверждении Положения о звании „Герой Отечественной войны“» от 26 ноября 2020 года и указом Президента Азербайджана от 1 декабря 2020 года о применении данного Закона Азербайджанской Республики.

## Описание
Звание Героя Отечественной войны присваивается военнослужащим Вооружённых сил Азербайджанской Республики, а также «продемонстрировавшим отвагу и мужество при выполнении обязанностей военной службы» «за особые заслуги в восстановлении территориальной целостности Азербайджанской Республики и образцы героизма, проявленные при выполнении боевого задания по уничтожению врага во время освобождения оккупированных территорий».
Герою Отечественной войны вручается знак особого отличия — медаль «Герой Отечественной войны».
Звание Героя Отечественной войны присваивается  Президентом Азербайджана по собственной инициативе или по представлению Министерства обороны, Министерства внутренних дел, Государственной пограничной службы, Службы государственной безопасности и Службы внешней разведки Азербайджанской Республики. Данное звание может быть присвоено лишь единожды. Герои Отечественной войны пользуются льготами, установленными законодательством.

## Кавалеры
*список охватывает не всех носителей
Генералы, удостоенные звания:
- Мехдиев, Ильхам Исмаил оглы
- Мирзаев, Хикмет Иззет оглы
- Исламзаде, Намиг Сарафруз оглы
- Мамедов, Заур Сабир оглы
- Сеидов, Кянан Алигусейн оглы